# SoftBank 204SH
シンプルスマホ 204SH（しんぷるすまほ ニーマルヨンエスエイチ）は、シャープによって開発された、ソフトバンクモバイルの第3世代移動通信システム（SoftBank 3G）端末である。SoftBank スマートフォンシリーズのひとつ。OSはAndroid 4.0を搭載している。

## 概要
008Zの後継機種だが、製造はZTEではなくシャープが担当している。PANTONE 107SHをベースに開発された。
UIは大きな文字や表示を基本としており、ブラウザなど一部のアプリでは虫眼鏡ボタンをタップすることで、自由に場所を選んで拡大表示が可能となっている。タッチ操作に関しては、「かんたん押し感タッチ」としてタッチしている場所を丸くポイント表示し分かりやすくしたり、バイブレーションと連動したりしてタッチ操作を判別しやすくしている。
メニューは同社の独自UIである「Feel UX」を高齢者向けにアレンジした「シンプルラインホーム」を搭載している。縦スクロールのみで完結するデザインで、主要な6つの機能のアイコンが最初の画面として表示され、下にスクロールしていくと詳細な機能がカテゴリーごとに表示される仕組みとなっている。
なお、本機種はGoogle アカウントを使用しない形態を取っており、Google Playには非対応となっている。故にアプリの追加は不可である。SoftBank 4G・おサイフケータイ・テザリングには非対応。
2014年3月からは障害者の社会生活を支援するサービスとして「アシストスマホ」のサービスを開始した。

## その他機能
| 主な対応サービス       | 主な対応サービス   | 主な対応サービス                       | 主な対応サービス            |
| ---------------------- | ------------------ | -------------------------------------- | --------------------------- |
| タッチパネル           | WVGA液晶 4.0インチ | フルブラウザ                           | SoftBank 4G／3Gハイスピード |
| バッテリー容量 1460mAh | テザリング         | WiFi                                   | GPS                         |
| 490万画素カメラ        | ワンセグ           | デジタルオーディオプレーヤー(AAC)(WMA) | おサイフケータイ            |
| Bluetooth              | 赤外線通信         | 緊急速報メール                         | 防水／防塵                  |

## 歴史
- 2013年4月23日 - ソフトバンクモバイルより発表。
- 2013年4月26日 - 事前予約開始。
- 2013年5月10日 - 発売開始。
- 2014年3月24日 - 「アシストスマホ」サービス開始

## アップデート

### 2013年5月10日
- ホーム画面のお天気情報が更新されない場合がある不具合の修正[4]。

### 2013年6月7日
- 「地図」アプリにおいて、位置情報の取得方法を改善し、現在地測位の精度が向上しました
- 「ニュース」アプリの安定性を向上しました[5]

### 2013年7月25日
- プリインストールされたアプリケーションの更新機能（※1）を追加
- 「天気」、「位置ナビ」アプリおよび「緊急ブザー」使用時、現在地測位の精度が向上しました
- アルバムアプリが正常に動作しない場合がある事象の改善[6]

### 2014年3月10日
- 音声操作終了時、ごく稀に再起動する場合がある事象の改善[7]

### 2014年12月15日
- 「ブラウザ」アプリのホームページ、ブックマークにおけるYahoo! Japan URLの変更[8]

### 2017年7月20日
- 「元気だよメール」が1日2回以上配信される場合がある事象の改善
- 「Yahoo!地図」、「Yahoo!ニュース」の機能向上[9]